# Andrena discreta
Andrena discreta är en biart som beskrevs av Smith 1879. Andrena discreta ingår i släktet sandbin, och familjen grävbin. Inga underarter finns listade i Catalogue of Life.